# Dead by Wednesday (album)
Dead by Wednesday è un album in studio del gruppo musicale statunitense omonimo, pubblicato nel 2019 dalla EMP Label Group.

## Tracce
1. Vekja
2. Smelling Salts
3. FTW
4. You and Die
5. Manimal
6. Darwin's Dance Part I
7. Darwin's Dance Part II
8. Chrysalis
9. Beatdown & Broken
10. Out The Door
11. Break When I'm Dead

## Formazione
- Rob Roy - voce
- Marc Rizzo - chitarra
- Michael Modeste - basso
- Christian Lawrence - batteria